# St. Paulus (Hildesheim)

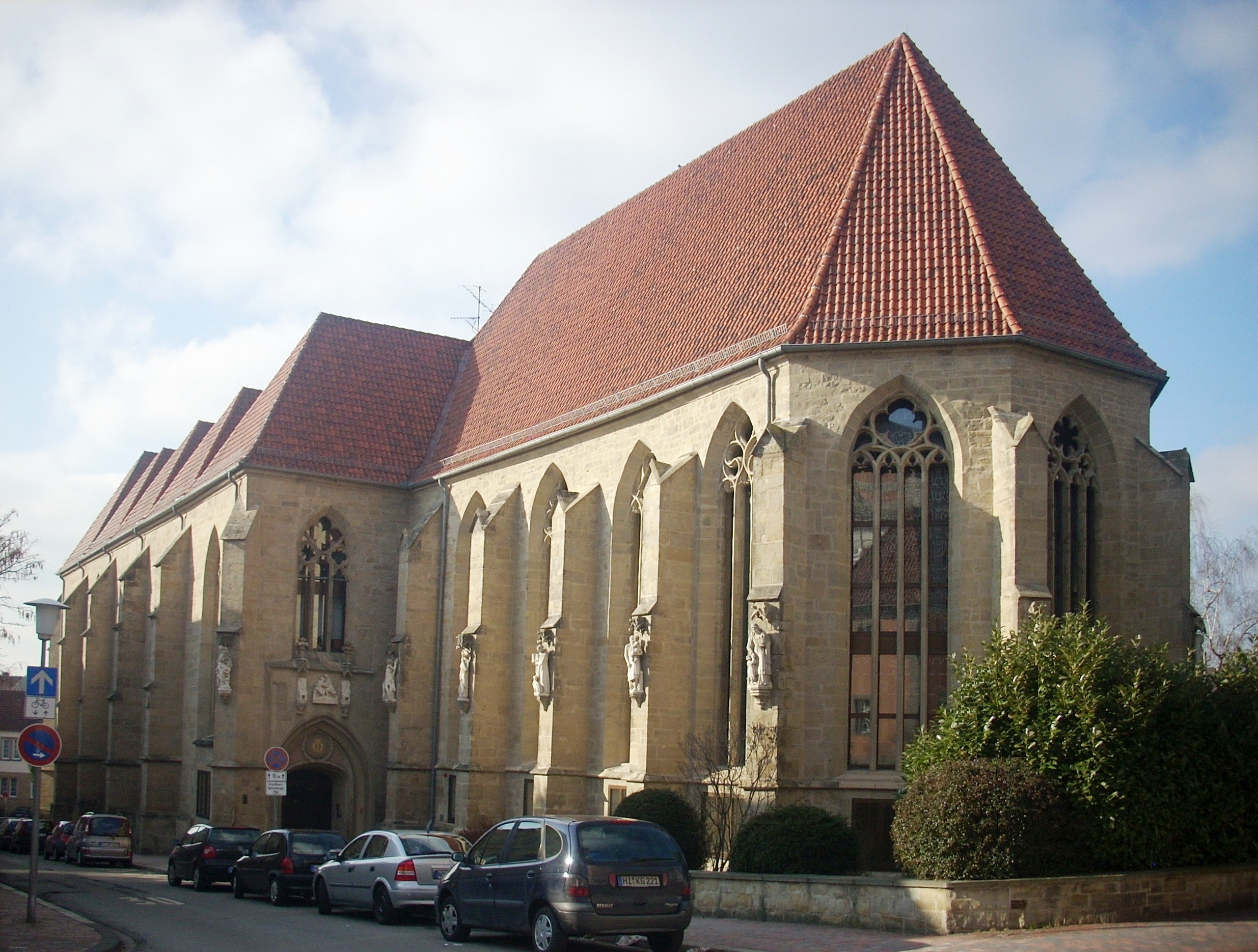
St. Paulus

St. Paulus ist eine ehemalige Dominikaner-Klosterkirche in Hildesheim. Sie befindet sich im südlichen Teil der Innenstadt (Neue Straße 21) und beherbergt heute das Altenpflegeheim St. Paulus der Barmherzigen Schwestern des hl. Vinzenz.

## Geschichte
Bischof Konrad II. (1221–46) hatte den Mönchen des Predigerordens ein Grundstück an der Südostmauer der Altstadt (seit der Vereinigung mit der Neustadt Neue Straße) geschenkt. Dort entstanden die Konventsgebäude, die nicht mehr erhalten sind, und die erste Klosterkirche mit dem bei den Dominikanern beliebten Patrozinium des Völkerapostels Paulus. Als eines der frühesten Dominikanerklöster Mitteleuropas wurde die Hildesheimer Gründung 1233 vom Generalkapitel des Ordens anerkannt.

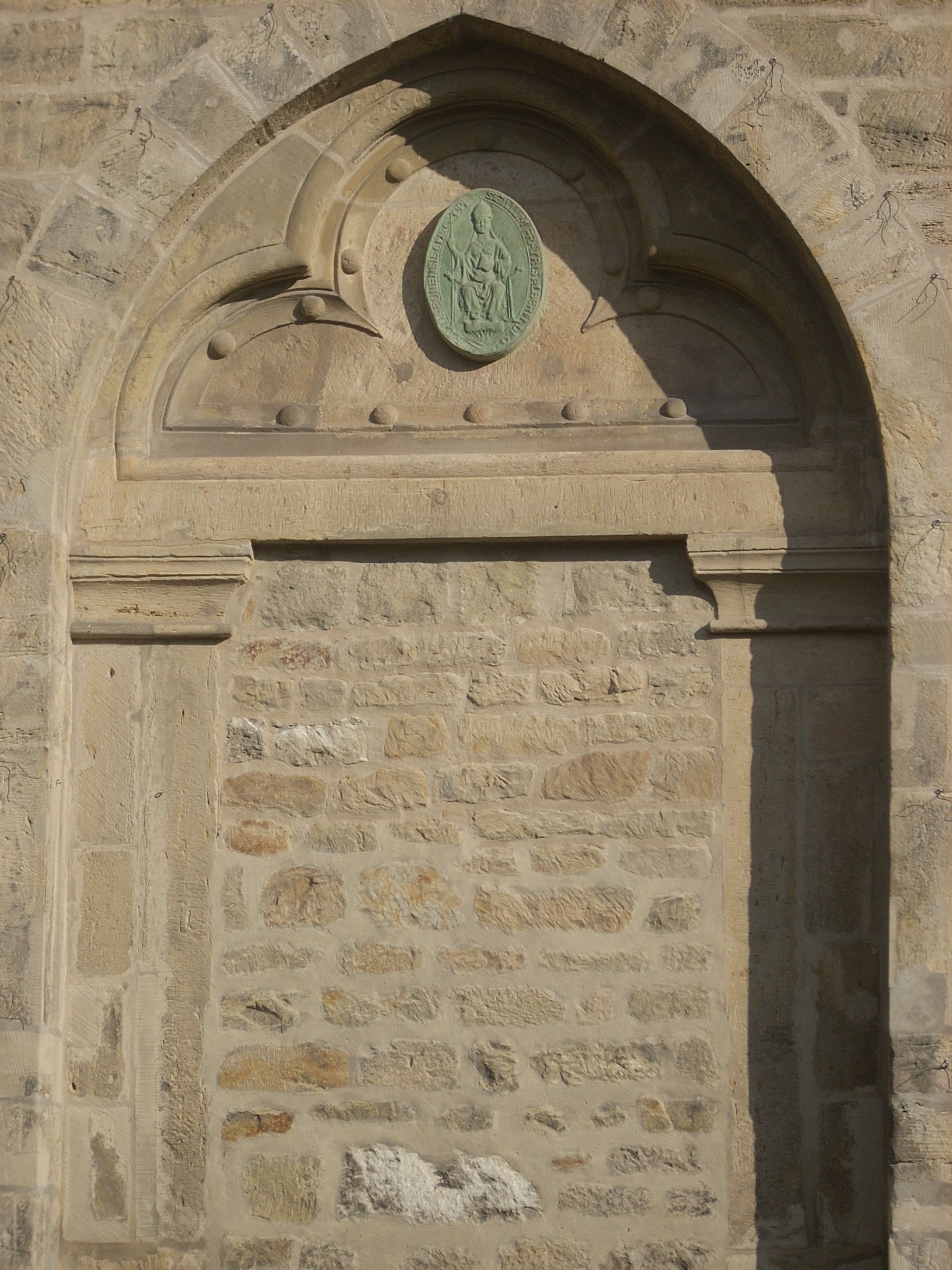
Vermauertes Westportal mit dem Bischofssiegel des hl. Albertus Magnus

Für die dominikanische Ordensprovinz Teutonia war die Hildesheimer Niederlassung von zentraler Bedeutung. In den 1230er Jahren war Albertus Magnus zweimal für mehrere Monate hier und organisierte den philosophisch-theologischen Lehrbetrieb. 1244 fand in Hildesheim das erste Provinzialkapitel statt.
Um 1400 wurde die alte Klosterkirche abgerissen und durch eine dreischiffige gotische Hallenkirche mit einem vierjochigen Hauptschiff und einer flachen Holzdecke ersetzt. 1428 wurde ein Dachreiter aufgesetzt. Der 25 m lange Chor, unter dem sich die Krypta befand, war erst um 1480 vollendet.
Das Hildesheimer Dominikanerkloster wurde im Zuge der Reformation aufgelöst. Die Kirche wurde 1546 lutherische Pfarrkirche. Im Jahre 1806 wurde sie profaniert und danach als Exerzierhaus und Kornspeicher genutzt. Von 1870 bis 1943 war sie städtische Fest- und Konzerthalle, nachdem beträchtliche bauliche Veränderungen vorgenommen worden waren.
Im März 1945 wurden in der Stadthalle das Außenlager Hildesheim des KZ Neuengamme eingerichtet und dort etwa 500 Juden aus Ungarn untergebracht, die als Zwangsarbeiter bei der Reichsbahn eingesetzt wurden.
Am 13. Februar 1945 wurde St. Paulus am Dach erheblich beschädigt, als eine Luftmine an der Innerste unweit der Johanniswiese detonierte. Beim großen Luftangriff auf Hildesheim vom 22. März 1945 brannte St. Paulus vollständig aus, und alle späteren Einbauten stürzten ein. Nur die Umfassungsmauern und die acht Pfeiler des Hauptschiffs blieben erhalten. Das aufgehende Mauerwerk der Ruine wurde zum Teil abgerissen, der Rest gesichert. Dieser Zustand dauerte bis zum Ende der 1970er Jahre.
1956 erhielt die Kongregation bei einem Grundstückstausch mit der Stadt Hildesheim das Ruinengrundstück, das unmittelbar an das Mutterhaus angrenzte. Als die Kongregation in den 1970er Jahren den Bau eines Altenheimes und den Abriss der Ruine plante, stellte die Stadt Hildesheim die Erhaltungswürdigkeit der Ruine fest, so dass der Bau des Altenheims mit der Wiedererrichtung der äußeren Gestalt der Kirche verbunden wurde. Vom Frühjahr 1979 an wurde St. Paulus durch den Orden der Barmherzigen Schwestern, deren Mutterhaus angrenzt, nach Plänen des Architekten Franz Sommer als modernes Alten- und Pflegeheim wieder aufgebaut. Am 8. Dezember 1981 erfolgte die Einweihung als Altenpflegeheim. Die Ausgestaltung der Hauskapelle erfolgte durch den Hildesheimer Künstler Paul König (1932–2015).

## Architektur
Der Außenbau aus Sandsteinquadern zeigt weitgehend das Erscheinungsbild der gotischen Klosterkirche. Außen fallen insbesondere die schlanken gotischen Fenster mit ihren spitzen Bögen, die Strebepfeiler und das umlaufende Kaffgesims auf, ebenso die Querdächer des Langhauses. Über dem Hauptportal des östlichen Mittelschiffs erinnert ein Wappenmedaillon an den Orden der Barmherzigen Schwestern. Im Bereich der wieder aufgebauten Westfassade ist ein weiteres, allerdings zugemauertes Portal zu sehen. Bemerkenswert sind die neu geschaffenen Heiligenfiguren, die sich auf Konsolen an den Strebepfeilern befinden. Das Innere ist in zwei Stockwerke geteilt. Im Obergeschoss des Chorschlusses befindet sich die Hauskapelle.